# How to Lose a Guy in 10 Days
How to Lose a Guy in 10 Days er en amerikansk romantisk komediefilm fra 2003. Filmen er instrueret af Donald Petrie og hovedrollerne spilles af Kate Hudson og Matthew McConaughey. Den er baseret på denne korte bog af Michele Alexander og Jeannie Long.

## Handling
Filmen handler om journalisten Andie Anderson (Hudson), som arbejder på bladet "Composure", som "Sådan..."-pige, men ønsker at hun kunne skrive om mere vigtige ting som politik, økonomi, religion, fattigdom og osv., i stedet for artikler som "Sådan indretter du med feng shui", eller "Sådan slipper du fra parkeringsbøder". Hun får snart til opgave, at skrive en artikel med titlen "Sådan får du en fyr til at droppe dig i løbet af 10 dage". Andie fortæller sin chef, at hun vil date en fyr, og så derefter gøre alle de forkerte ting, kvinder kan gøre i et forhold og til gengæld få lov til, at skrive om mere vigtige ting.
Samtidig, fortæller reklameproduceren Benjamin "Ben" Berry (McConaughey) sin chef, at han kan få enhver kvinde til at blive forelsket i ham i løbet af 10 dage og derefter tage hende med firmaets fest. Hvis det lykkes ham, vil han overtage ansvaret for en ny kunde, der handler med diamanter, fra sin chef.
Uheldigvis mødes Andie og Ben og beslutter, at hinanden skal være den udvalgte til formålet. Ingen af dem fortæller deres egentlige intentioner, hvilket fører til, nogle gange, underlige situationer i deres forhold. Andie sender Ben gennem flere forskellig prøvelser, for at få ham til at slå op med hende, men Ben hænger ved, da han ikke vil tabe sit væddemål. Forskellige ting Andie gør ved Ben, er fx ved at være meget klæbende overfor ham, ved at afbryde hans "drengeaften" med hans venner og ved at tage ham med til Celine Dion-koncert, i stedet for en basketballkamp. Ben bliver ved hende, på trods af alle hendes prøver, og begge afslører til sidst deres egentlig formål, men deres følelser for hinanden har ændret sig. Deres forhold stopper, indtil Andies artikel bliver udgivet i et nummer af "Composure", hvor Ben læser det og styrter efter Andie, der har sagt op, til fordel for en bedre arbejdsplads i Washington D.C. Ben finder dog Andie og de finder sammen igen.
Filmen indeholder også et stormfuldt forhold mellem Andies veninde Michelle Rubin (Kathryn Hahn), (der egentlig var inspirationen til artiklen) og en mand, der hedder Mike.

## Box office
Selvom filmen først var blevet modtaget med kritik, indtjente den over $20 million i dens første weekend. Dens totale indtægter var over $100 million i USA og $71 million mere på de andre kontinenter, som hjalp Kate Hudson til berømmelse, da hun endnu ikke havde haft store filmroller. Filmen var også en succes, da den blev udsendt på video og dvd i juli 2003.

## Trivia
- Gwyneth Paltrow var egentlig det første valg til rollen som Andie.
- Matthew McConaughey lavede næsten alle sine motorcykel-stunts selv.
- Justin Peroff, trommeslageren i det canadiske rockband "Broken Social Scene", spiller rollen som "Mike."
- Sidste gang Matthew McConaughey og Adam Goldberg var sammen i en film, var i 1999 i EDtv og i 1993 i Dazed and Confused.
- Soundtracket var komposeret af Gin Blossoms med sangen "Follow You Down", som er fra albummet fra 1996 Congratulations… I'm Sorry.
- McConaughey og Hudson er også med i filmen fra 2008 Fool's Gold
- Både Andie og Bens navne er bogstavrim, begges fornavn og efternavn starter med det samme bogstav.
- I filmen er "Sacramento Kings" og "New York Knicks", de 2 hold, der er i "NBA Finalen". Ironisk kom "Kings" ikke engang til NBA Finals i 2003 og "Knicks" ikke engang til playoffs.
- Marvin Hamlisch spiller sig selv i filmen og bliver spurgt, om at spille Carly Simon's song "You're So Vain" på sit klaver. Han protesterer imod dette, da det ikke er en af hans sange, selvom han skrev Carlys andet store hit "Nobody Does It Better" til filmen The Spy Who Loved Me
- Under "diamantfesten", kan man høre sangen "Moon River" fra Breakfast at Tiffany's
- I A Lot Like Love, spiller Kathryn Hahn en rolle, som også hedder Michelle. I denne film hedder hendes mand Michael. Og i denne film, ender hun sammen med en fyr, der hedder Mike.
- I scenen efter "Boys' Night", hvor Ben foreslår parterapi til Andie, vinker Andie først farvel med sin højre hånd, men i det næste klip, dog fra en anden vinkel, er det med venstre.

## Awards og nomineringer
BMI Film & TV Awards
- 2003: Vandt: "BMI Film Music Award" – David Newman

MTV Movie Awards
- 2003: Nomineret: "Best Female Performance" – Kate Hudson

Teen Choice Awards
- 2003: Nomineret: "Choice Movie Actress – Comedy" – Kate Hudson
- Nomineret: "Choice Movie Hissy Fit" – Kate Hudson
- Nomineret: "Choice Movie Liar" – Kate Hudson
- Nomineret: "Choice Movie Liar" – Matthew McConaughey
- Nomineret: "Choice Movie Liplock" – Kate Hudson & Matthew McConaughey
- Nomineret: "Choice Movie Villain" – Michael Michele

## Eksterne links
- Officielle hjemmeside Arkiveret 20. november 2006 hos  Wayback Machine
- How to Lose a Guy in 10 Days på Internet Movie Database (engelsk)
- How to Lose a Guy in 10 Days på Filmdatabasen
- How to Lose a Guy in 10 Days på Scope
- How to Lose a Guy in 10 Days i Svensk Filmdatabas (svensk)
- How to Lose a Guy in 10 Days på AlloCiné (fransk)
- How to Lose a Guy in 10 Days på MovieMeter (nederlandsk)
- How to Lose a Guy in 10 Days på AllMovie (engelsk)
- How to Lose a Guy in 10 Days hos American Film Institute (engelsk)
- How to Lose a Guy in 10 Days på Turner Classic Movies (engelsk)
- How to Lose a Guy in 10 Days på The Movie Database (engelsk)